# Чемпионат Европы по художественной гимнастике 2019
35-й чемпионат Европы по художественной гимнастике состоялся в Баку, Азербайджан. Чемпионат проходил с 16 мая по 19 мая 2019 года на Национальной гимнастической арене. Сениорки соревнуются в индивидуальных упражнениях, а юниорки — в групповых. На чемпионате разыгрываютя 8 комплектов наград — в отдельных видах у личниц, в командном многоборье, в групповом многоборье и в отдельных видах у юниорок.
С 2017 года принят новый формат проведения соревнований. По нечётным годам индивидуальные состязания в отдельных видах программы будут проводиться среди гимнасток-сеньорок, групповые — среди юниорок; оценки за выступления сеньоров и юниоров в квалификационном раунде (проводится в течение первых двух дней чемпионата) суммируются, и по результатам определяются победители командного многоборья, а также участники финалов (для сеньорок — по восемь лучших в квалификации гимнасток в отдельных видах, для юниорок — восемь лучших групп). По чётным годам наоборот: у юниорок будут проводиться соревнования в отдельных видах, у сеньорок — групповые упражнения (многоборье и финалы в отдельных видах) и индивидуальное многоборье (для 24 лучших по результатам квалификации предыдущего года гимнасток).

## Медалисты
| Дисциплина                              | Золото | Серебро | Бронза |
| --------------------------------------- | --- | --- | --- |
| Общекомандное первенство                | | | |
| Командное многоборье см. подробнее      | Россия · Арина Аверина · Дина Аверина · Александра Солдатова · Юниоры: · Анна Батасова · Елизавета Котенева · Александра Семибратова · Дана Семиренко · Алиса Тищенко | Беларусь · Екатерина Галкина · Алина Горносько · Анастасия Салос · Юниоры: · Полина Александрова · Евгения Кель · Полина Ковалёва · Виктория Подкидыш · Полина Сланчевская · Маргарита Яцевская | Болгария · Невяна Владинова · Боряна Калейн · Катрин Тасева · Юниоры: · Маргарита Василева · Жанина Георгиева · Карина Димитрова · Моника Заркова · Александра Кьосева · Яна Момчилова |
| Финалы в индивидуальных упражнениях     | | | |
| Обруч см. подробнее                     | Дина Аверина · Россия | Екатерина Галкина · Беларусь | Николь Зеликман · Израиль |
| Мяч см. подробнее                       | Арина Аверина · Россия | Александра Солдатова · Россия | Боряна Калейн · Болгария |
| Булавы см. подробнее                    | Арина Аверина · Россия | Дина Аверина · Россия | Влада Никольченко · Украина |
| Лента см. подробнее                     | Дина Аверина · Россия | Александра Солдатова · Россия | Боряна Калейн · Болгария |
| Групповое многоборье (юниоры)           | | | |
| Многоборье см. подробнее                | Россия · Анна Батасова · Елизавета Котенева · Александра Семибратова · Дана Семиренко · Алиса Тищенко                                                                 | Беларусь · Полина Александрова · Евгения Кель · Полина Ковалёва · Виктория Подкидыш · Полина Сланчевская · Маргарита Яцевская                                                                   | Италия · Симона Виллелла · Сирия Келла · Виттория Куояни · Александра Наклерио · Серена Оттавиани · Джулия Сегатори                                                                    |
| Финалы в групповых упражнениях (юниоры) | | | |
| 5 обручей см. подробнее                 | Россия · Анна Батасова · Елизавета Котенева · Александра Семибратова · Дана Семиренко · Алиса Тищенко                                                                 | Украина · Виктория Денисенко · Николь Красюк · Алина Мельник · Александра Панчук · София Цыбуля · Дарья Щербакова                                                                               | Беларусь · Полина Александрова · Евгения Кель · Полина Ковалёва · Виктория Подкидыш · Полина Сланчевская · Маргарита Яцевская                                                          |
| 5 лент см. подробнее                    | Россия · Анна Батасова · Елизавета Котенева · Александра Семибратова · Дана Семиренко · Алиса Тищенко                                                                 | Израиль · Ева Андраус · Эмили Малка · Мишель Михайлц · Роми Парицки · Диана Свертсов · Амит Хедват                                                                                              | Беларусь · Полина Александрова · Евгения Кель · Полина Ковалёва · Виктория Подкидыш · Полина Сланчевская · Маргарита Яцевская                                                          |